# گمینا پیانتک
گمینا پیانتک (به لهستانی:  Gmina Piątek) یک گمینا در لهستان است که در شهرستان ونچتسا واقع شده‌است. گمینا پیانتک ۱۳۳٫۲ کیلومتر مربع مساحت و ۶٬۵۷۴ نفر جمعیت دارد.